# 岩国西郵便局
岩国西郵便局（いわくににしゆうびんきょく）は、山口県岩国市にある郵便局。民営化前の分類では集配普通郵便局であった（現在は集配機能を廃止）。

## 概要
住所：〒741-0062 山口県岩国市岩国2-17-17

## 沿革
- 1872年1月14日（明治4年12月5日） - 岩国郵便取扱所として開設[1]。
- 1875年（明治8年）1月1日 - 岩国郵便局（五等）となる。
- 1876年（明治9年） - 為替取扱を開始。
- 1878年（明治11年） - 貯金取扱を開始。
- 1892年（明治25年）3月1日 - 岩国郵便電信局となる。
- 1903年（明治36年）4月1日 - 通信官署官制の施行に伴い岩国郵便局となる。
- 1941年（昭和16年）4月1日 - 今津郵便局が岩国郵便局に改称したことに伴い、当局を岩国西郵便局に改称。
- 1961年（昭和36年）3月5日 - 和文電報受付および電話通話業務を開始[2]。
- 1975年（昭和50年）4月 - 新築落成。
- 1984年（昭和59年）3月19日 - 御庄郵便局から集配業務を移管。
- 2000年（平成12年）8月14日 - 外国通貨の両替および旅行小切手の売買に関する業務取扱を開始。
- 2007年（平成19年）10月1日 - 民営化に伴い、併設された郵便事業岩国西支店に一部業務を移管。
- 2018年（平成30年）2月12日 - 集配業務を岩国郵便局に統合[3]。
- 2022年（令和4年）7月19日 - 岩国図書館が老朽化による建て替えのため局舎に仮移転[4]。

## 取扱内容
- 郵便、印紙、ゆうパック、内容証明
- 貯金、為替、振替、振込、国債、投資信託
- 生命保険、バイク自賠責保険、自動車保険
- 地方公共団体事務（岩国市バスカードの販売）
- ゆうちょ銀行ATM

## 周辺
- 岩国市役所岩国出張所
- 錦帯橋
- 錦川
- 国道2号

## アクセス
- JR岩徳線 西岩国駅から徒歩約16分
- いわくにバス 防長交通新町停留所下車
- 山陽自動車道 岩国ICから東へ約5km
- 駐車場あり：3台